# Sunny, entre estrellas (videojuego)
El videojuego de Sonny with a Chance está basado en la exitosa serie de Disney Channel Sonny with a Chance. Está desarrollado y distribuido por Disney Interactive Studios. Fue lanzado el 7 de mayo de 2010. Este juego es exclusivo para Nintendo DS.

## Descripción
Este videojuego que está basado en la serie del mismo nombre ofrece una experiencia similar a los de Mario Party. Los jugadores podrán elegir a su personaje favorito de la serie y tendrán que superar 40 minijuegos disponibles, el objetivo del juego es conseguir lo mayor posible en correos de admiradores antes que tus contrincantes. Este juego es exclusivo para Nintendo. El juego permite jugar de 1 hasta 4 personas.

## Personajes jugables
Los personajes jugables para este videojuego son:
- Sunny Monroe
- Tawni Hart
- Nico Harris
- Grady Mitchell
- Chad Dylan Cooper
- Zora Lancaster